# Захаров, Василий Фёдорович
Василий Фёдорович Захаров (1928—1995) — токарь Ленинградского завода полиграфических машин Министерства машиностроения для лёгкой и пищевой промышленности и бытовых приборов СССР. Герой Социалистического Труда.

## Биография
Василий Захаров родился 24 июля 1928 года в современном Старицком районе Тверской области России в крестьянской семье. В 1941 году окончил пять классов и переехал в Ленинград (ныне Санкт-Петербург). В 1941 году устроился работать в токарный цех Ленинградского завода полиграфических машин. В годы Великой Отечественной войны и блокады Ленинграда работал на заводе, который изготавливал гильзы для снарядов. В 1947—1950 годах служил в армии. Затем вернулся на завод. Был передовиком производства, постоянно перевыполнял нормы, позднее руководил комплексной бригадой, которая изготовляла наиболее сложные детали полиграфических машин. Одним из первых получил звание ударник коммунистического труда.
В 1971 году по итогам восьмой пятилетки за трудовые успехи, выпуск продукции высокого качества и активное участие в создании новой техники для лёгкой и пищевой промышленности награждён орденом Ленина. Девятую пятилетку выполнил за 3 года и 8 месяцев. 12 марта 1976 года указом Президиума Верховного Совета СССР за выдающиеся успехи, достигнутые в выполнении заданий девятого пятилетнего плана и социалистических обязательств, большой вклад в повышение производительности труда и качества выпускаемой продукции Василию Фёдоровичу Захарову присвоено звание Героя Социалистического Труда с вручением ордена Ленина и золотой медали «Серп и Молот».
Василий Захаров руководил комплексной бригадой, которая изготавливала наиболее сложные детали полиграфических машин, а также был новатором и председателем Ленинградского Совета новаторов. Он активно участвовал в общественной жизни завода. Василий Захаров был членом Коммунистической партии Советского Союза. Он избирался депутатом Ленинградского городского Совета, членом Ленинградского обкома и Петроградского райкома КПСС, а также заседателем городского суда.
После выхода на пенсию продолжал жить в городе Ленинграде. В 1995 году Василий Захаров скончался и был похоронен на Серафимовском кладбище Санкт-Петербурга.

## Награды
- Орден Ленина, 20 апреля 1971 года
- Орден Ленина, 12 марта 1976 года
- Медаль «Серп и Молот», 12 марта 1976 года